# Stupid Man
Stupid Man er det ottende studiealbum fra den danske sanger og sangskriver Thomas Helmig, der blev udgivet den 29. september 1994 på Genlyd og BMG. Albummet var Helmigs tredje engelsksprogede album, og lå i tråd med forgængerne Rhythm (1992) og Say When (1993), hvor Helmig ligesom på Stupid Man havde arbejdet på at skrive "den optimale popsang".
Stupid Man blev Helmigs største kommercielle succes. På én uge solgte albummet 20.000 eksemplarer, og nåede op på 250.000 solgte eksemplarer i slutningen af 1996. Stupid Man indbragte sangeren hele syv priser ved Dansk Grammy 1995 i kategorierne "Årets danske album", "Årets danske sanger", "Årets danske hit" (for "Gotta Get Away from You (Keep on Walking)"), "Årets danske pop udgivelse", "Årets danske sangskriver" og "Årets danske producer" samt specialprisen "Grøn Pris" i samarbejde med Tuborg. Thomas Helmig blev dermed den første artist i historien, til at vinde i alle de kategorier han var nomineret til. Albummet blev udgivet i en international udgave den 1. marts 1995.

## Spor
Alle sange er skrevet af Thomas Helmig, undtagen "Give Me a Chance" der er skrevet af Paul Carrack.
| 1.  | "Gotta Get Away from You (Keep on Walking)" | 4:39 |
| 2.  | "Stupid Man"                                | 3:26 |
| 3.  | "Moonclown"                                 | 4:25 |
| 4.  | "Into Your Eyes"                            | 4:13 |
| 5.  | "Lovers and Friends"                        | 4:42 |
| 6.  | "Princess"                                  | 4:25 |
| 7.  | "This Kind of Night"                        | 4:04 |
| 8.  | "I Love It"                                 | 3:54 |
| 9.  | "Give Me a Chance"                          | 4:14 |
| 10. | "Don't Break My Heart Tonight"              | 4:04 |
| 11. | "Love Won't Let Us Be"                      | 4:09 |
| 12. | "Goodbye, It's Over"                        | 4:00 |

## Hitlisteplacering
| Hitliste (1994) | Højeste placering |
| --------------- | ----------------- |
| Danmark         | 1                 |